# 九龍巴士249M線
九龍巴士249M線是香港新界青衣區內一條往返青衣站及美景花園的循環巴士路線。
本線是其中一條青衣島上區內的居民巴士路線（另一條是248M線），主要用途是方便青衣南居民、青衣IVE及Thei學生利用本路線至青衣站轉乘港鐵，中途途經青敬路、翠怡花園、長康邨、長青邨和美景花園。

## 歷史
- 1998年6月22日：本線隨著地鐵東涌綫通車和因應青衣站啟用而開辦。由於當年東涌綫只於07:00至20:00服務，所以本線的尾班車於20:30開出。
- 1998年7月6日：隨著位於赤鱲角的新香港國際機場啟用和地鐵機場快綫啟用，地鐵東涌綫的服務亦因而延長至凌晨；本線亦延長服務時間以作配合。[2]
- 2015年6月27日：增設到站時間預報。[3]
- 2018年11月26日：尾班車開出時間延遲至01:15。

## 服務時間及班次
| 青衣站開         | 青衣站開    | 青衣站開     |
| 日期             | 服務時間    | 班次（分鐘） |
| ---------------- | ----------- | ------------ |
| 星期一至五       | 05:45-00:20 | 7-9          |
| 星期一至五       | 00:20-00:30 | 10           |
| 星期一至五       | 00:30-01:15 | 15           |
| 星期六           | 05:45-08:36 | 9            |
| 星期六           | 08:36-19:24 | 8            |
| 星期六           | 19:24-23:00 | 9            |
| 星期六           | 23:00-00:20 | 8            |
| 星期六           | 00:20-00:30 | 10           |
| 星期六           | 00:30-01:15 | 15           |
| 星期日及公眾假期 | 05:45-14:00 | 9            |
| 星期日及公眾假期 | 14:00-19:44 | 8            |
| 星期日及公眾假期 | 19:44-00:05 | 9            |
| 星期日及公眾假期 | 00:05-00:45 | 10           |
| 星期日及公眾假期 | 00:45-01:15 | 15           |

## 收費
全程：$4.5
| - 本線設有12歲以下小童及65歲或以上長者半價優惠。 - 65歲或以上香港居民使用「樂悠咭」，以及12歲以下合資格殘疾兒童使用「殘疾人士身份」個人八達通繳付車資，均可享有每程$2.0或半價（以較低者為準）的票價優惠；12至64歲合資格殘疾人士使用「殘疾人士身份」個人八達通（包括「樂悠咭」），以及60至64歲香港居民使用「樂悠咭」繳付車資，均可享有每程$2.0或全費（以較低者為準）的票價優惠。 - 65歲或以上長者如使用長者或一般個人八達通繳付車資，則只可享有半價優惠；12至64歲合資格殘疾人士如不使用「殘疾人士身份」個人八達通，以及60至64歲人士如不使用「樂悠咭」繳付車資，必須繳付全費。 - 乘客可以現金或八達通於上車時付款，不設找續。 - 每位成人乘客可免費攜帶最多兩名4歲以下而不佔座位的兒童乘客乘車，超額之4歲以下小童必須繳付小童車費乘車。 - 持有「九巴月票」之乘客在車票有效期內，每日可享最多10程任何九龍巴士及龍運巴士路線（包括本路線，以及聯營路線的九龍巴士／龍運巴士提供的班次；惟乘搭機場「A」及「NA」線則可享原價二七折優惠（不會計算每天10次合資格車程））；而B1線則每日可享最多各2程（不會計算每天10次合資格車程）。 - 九龍巴士、城巴、龍運巴士及陽光巴士全職員工及家屬（不包括外判職員）可免費乘搭本路線，惟必須拍職員或職員家屬八達通。 - 乘客亦可透過多元化電子支付系統（e度嘟）繳付車資，包括使用非接觸式VISA卡、JCB卡、萬事達卡、銀聯卡、美國運通、大來國際、Discover Card、Apple Pay、Google Pay、Samsung Pay、AlipayHK「易乘碼」、支付寶、WeChatHK／微信支付「搭車碼」、銀聯雲閃付「乘車碼」及BOC Pay「乘車碼」。乘客使用此付款方式，使用此支付方式的乘客可享有中途下車之分段收費，以及與其他九巴／龍運獨營路線或聯營線九巴／龍運班次之轉乘優惠，惟不適用於與非九巴／龍運路線之轉乘優惠，亦不能享有「公共交通費用補貼計劃」及「長者及合資格殘疾人士公共交通票價優惠計劃」。 |

### 八達通轉乘優惠
乘客登上本線後150分鐘內以同一張八達通卡轉乘以下路線，或從以下路線登車後150分鐘內以同一張八達通卡轉乘本線，次程可獲$4.2車資折扣優惠：
- 249M往青衣站 → 68A往朗屏邨、68E往元朗公園、279X往聯和墟
- 68A、68E或279X往青衣站 → 249M往美景花園

## 使用車輛
本線開辦初期以丹尼士飛鏢巴士行走，後來因客量不斷增加，改用符合歐盟三型排放標準的富豪超級奧林比安巴士。但因為數次車務調動，以及彌敦道使用車輛必須使用符合歐盟三型或以上排放標準的巴士行走，因此原本行走本線的富豪超級奧林比安主要調往33A線及914線。換入原本行走33A線、36B線及960線的丹尼士三叉戟12米巴士，而本線唯一一輛富豪奧林比安巴士則於2008年因248M線增加低地台用車關係而換入。2009年9月1日，本線重新換入一輛富豪超級奧林比安（3ASV456／KT8144）作字軌取代一輛丹尼士三叉戟12米巴士（ATR198／JM7548）。
現時本線使用6輛亞歷山大丹尼士Enviro 500 MMC（5輛12米ATENU及1輛12.8米3ATENU）雙層空調巴士，均屬青衣車廠。
| 車隊編號 | 車牌   |
| -------- | ------ |
| ATENU81  | SF2862 |
| ATENU83  | SF3484 |
| ATENU84  | SF3556 |
| ATENU113 | SG1779 |
| ATENU826 | TV4272 |
| 3ATENU99 | UF2841 |

## 行車路線

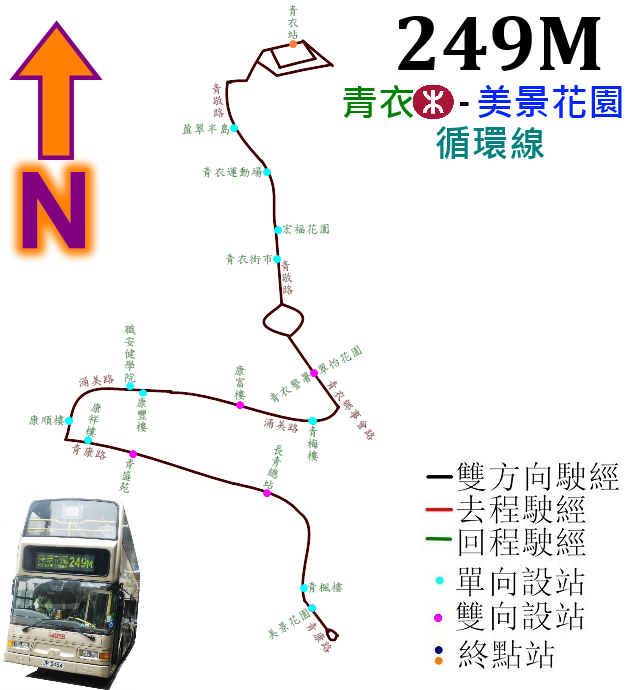
此線的走線圖

經：青敬路、楓樹窩路迴旋處、青衣鄉事會路、涌美路、青康路（東行）、迴旋處、青康路（西行）、涌美路、青衣鄉事會路、楓樹窩路迴旋處及青敬路。

### 沿線車站
| 青衣站開 | 青衣站開       | 青衣站開             |
| 序號     | 車站名稱       | 位置                 |
| -------- | -------------- | -------------------- |
| 1        | 青衣站巴士總站 | 青衣站公共運輸交匯處 |
| 2        | 宏福花園       | 青敬路               |
| 3        | 翠怡花園       | 青衣鄉事會路         |
| 4        | 長青邨青梅樓   | 涌美路               |
| 5        | 長康邨康富樓   | 涌美路               |
| 6        | 長康邨康盛樓   | 涌美路               |
| 7        | 長康邨康豐樓   | 涌美路               |
| 8        | 長康邨康祥樓   | 青康路               |
| 9        | 青盛苑         | 青康路               |
| 10       | 長青巴士總站   | 青康路               |
| 11       | 長青邨青槐樓   | 青康路               |
| 12       | 美景花園       | 青康路               |
| 13       | 長青巴士總站   | 青康路               |
| 14       | 青盛苑         | 青康路               |
| 15       | 長康邨康順樓   | 涌美路               |
| 16       | 職安健學院     | 涌美路               |
| 17       | 長康邨康富樓   | 涌美路               |
| 18       | 青衣警署       | 青衣鄉事會路         |
| 19       | 青衣街市       | 青敬路               |
| 20       | 青衣運動場     | 青敬路               |
| 21       | 盈翠半島       | 青敬路               |
| 22       | 青衣站巴士總站 | 青衣站公共運輸交匯處 |

## 現況
本路線在青衣區的主要競爭對手為一些在本線沿線往返青衣站的小巴路線和往返葵芳站的公共交通，然而長青邨、美景花園及青衣IVE的地理位置比較接近葵芳站，所以本線的客源主要為涌美路一帶的長康邨和涌美老屋村的居民，及少量在沿線一帶上學的學生。由於本線直達青衣站，所以也有一定的容量支持。另外，部份居住在新界西北（主要是元朗及天水圍）或新界北區的青衣IVE學生，都是乘搭68A、68E、279X等線到青衣站轉乘本線（因為設有轉乘優惠）上下課，所以青衣IVE、Thei的學生亦佔有一定比例。

## 外部連結
- 九巴249M線官方網站路線資料 （页面存档备份，存于）